# Tu viện Geghard
Tu viện Geghard (tiếng Armenia: Գեղարդ, nghĩa là "ngọn giáo") là một tu viện thời trung cổ ở tỉnh Kotayk của Armenia, có một phần được trạm khắc trên vách đá với ngọn núi liền kề. Nó được công nhận là di sản thế giới của UNESCO trong trạng thái bảo vệ nâng cao.
Trong khi nhà nguyện chính được xây dựng vào năm 1215, khu phức hợp tu viện được thành lập vào thế kỷ thứ 4 bởi Gregory the Illuminator tại địa điểm của một con suối linh thiêng bên trong một hang động. Do đó, tu viện ban đầu được đặt tên là Ayrivank (Այրիվանք), có nghĩa là "Tu viện của hang động". Tên thường được sử dụng cho tu viện ngày nay, Geghard, hay đầy đủ hơn là Geghardavank (Գեղարդավանք), có nghĩa là "Tu viện ngọn giáo", bắt nguồn từ ngọn giáo đã làm Jesus bị thương khi đang đóng đinh trên thập giá, được cho là do Giuđa Tađêô mang đến Armenia, và được lưu trữ giữa nhiều di tích khác. Bây giờ nó được trưng bày trong kho bạc Echmiadzin.
Các vách đá cao chót vót bao quanh tu viện là một phần của hẻm núi sông Azat, và được đưa vào cùng với tu viện trong danh sách Di sản Thế giới. Một số nhà thờ trong khu phức hợp tu viện hoàn toàn được đào ra từ những tảng đá lớn, một số khác chỉ là những hang động, trong khi những nhà thờ khác là những công trình phức tạp, với cả những phần tường có kiến trúc phức tạp và các phòng nằm sâu bên trong vách đá. Sự kết hợp cùng với vô số khachkars chạm khắc và đứng tự do là một cảnh tượng độc đáo, và là một trong những điểm tham quan du lịch thường xuyên nhất ở Armenia.
Hầu hết du khách đến Geghard cũng chọn đến thăm Đền thờ ngoại giáo gần đó, nằm xa hơn về phía sông Azat. Ghé thăm cả hai địa điểm trong một chuyến đi là phổ biến đến mức chúng thường được gọi chung với nhau là Castell-Geghard.

## Lịch sử

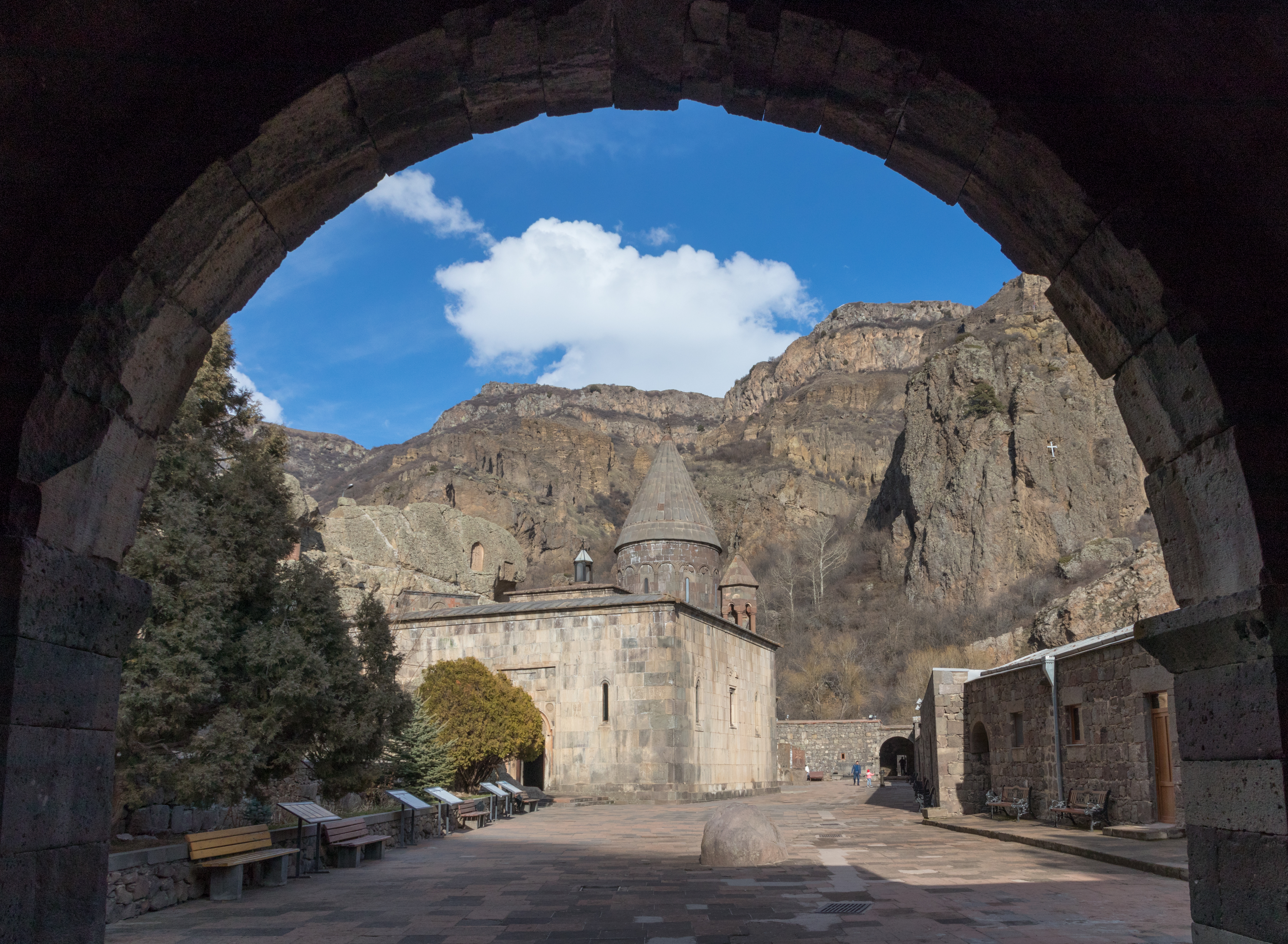
Lối vào tu viện Geghard

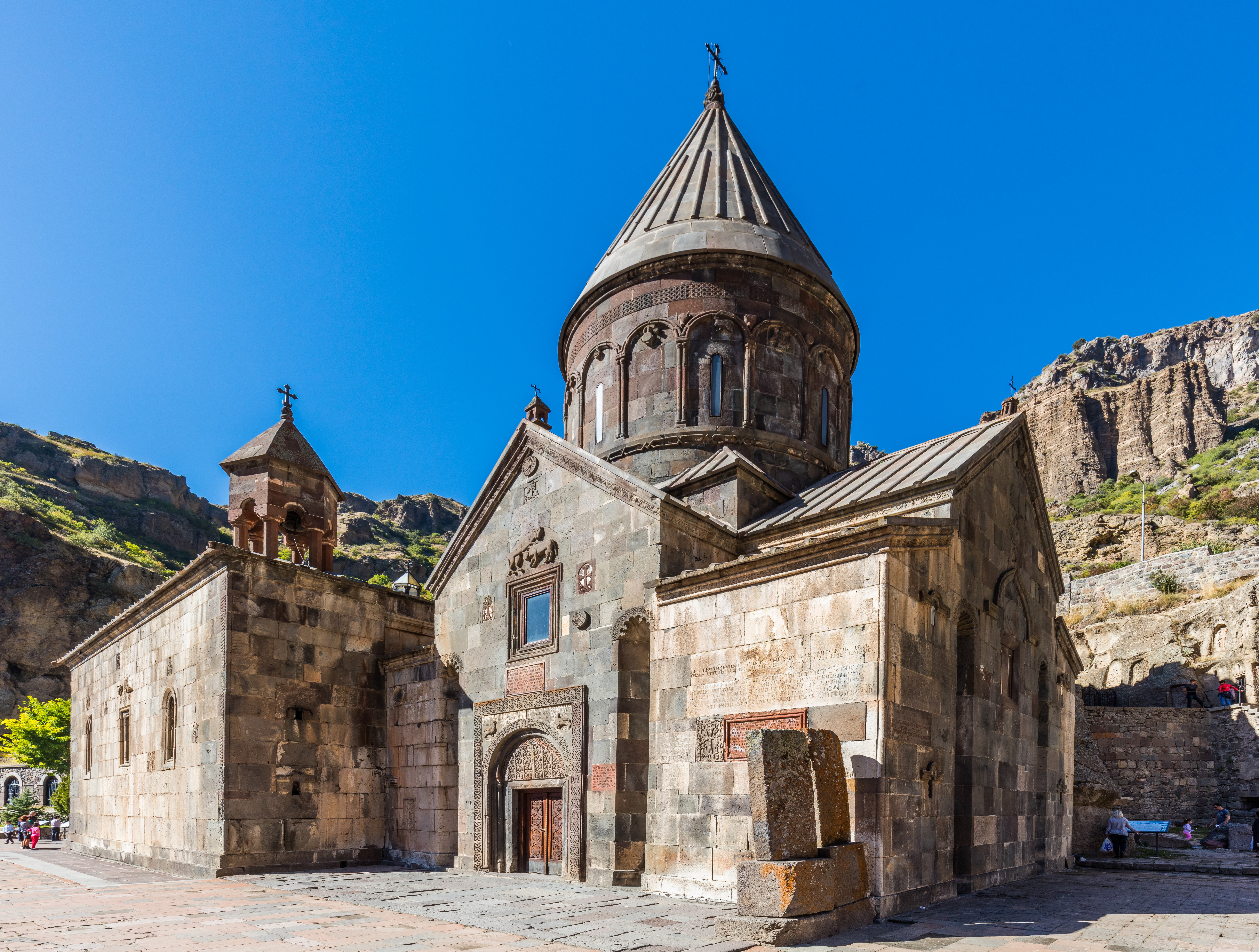
Khu phức hợp tu viện Geghard

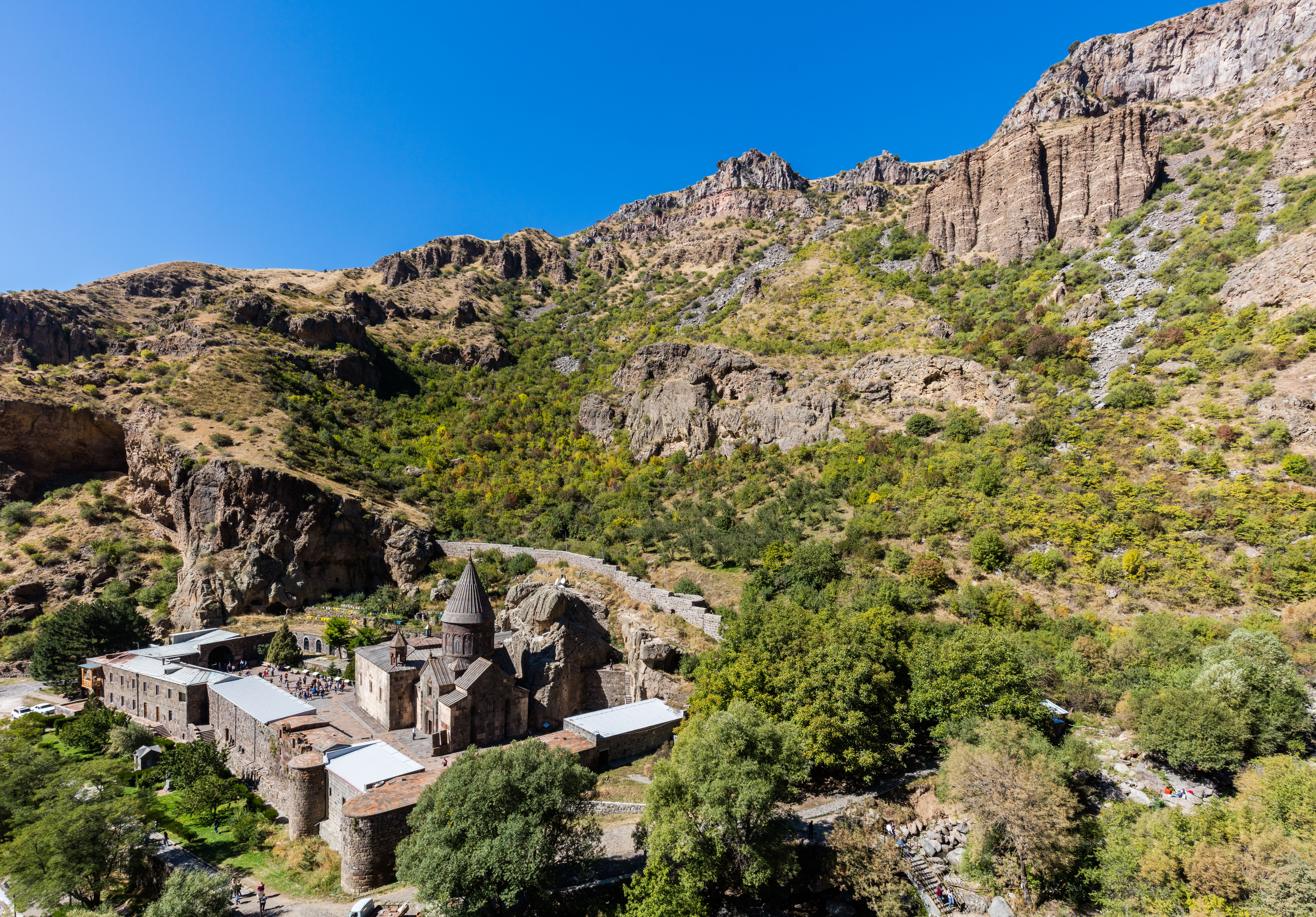

Tu viện được thành lập vào thế kỷ thứ 4, theo truyền thống của Gregory the Illuminator. Địa điểm này là một nơi phát sinh mở rộng trong một hang động vốn là thiêng liêng thời tiền Kitô giáo, do đó, một trong những cái tên đầu tiên được biết đến của nó là Ayrivank (Tu viện của hang động). Tu viện đầu tiên đã bị người Ả Rập phá hủy vào thế kỷ thứ 9.
Không có gì còn lại của các cấu trúc của Ayrivank. Theo các nhà sử học Armenia sống vào thế kỷ thứ 4, 8 và 10, tu viện bao gồm, ngoài các tòa nhà tôn giáo, các khu dân cư và dịch vụ được trang bị tốt. Ayrivank đã phải chịu đựng rất nhiều vào năm 923 bởi Nasr, một phó nhiếp chính của một người Ả Rập ở Armenia, người đã cướp bóc tài sản quý giá của tu viện, bao gồm các bản thảo độc đáo và đốt cháy các cấu trúc tuyệt vời của tu viện. Động đất cũng gây thiệt hại không nhỏ.
Mặc dù có những dòng chữ có niên đại từ những năm 1160, nhưng nhà thờ chính được xây dựng vào năm 1215 dưới sự bảo trợ của anh em Zakare và Ivane, các tướng của Nữ hoàng Tamar của Gruzia, người đã lấy lại phần lớn Armenia từ tay Thổ Nhĩ Kỳ. Gavit, một phần tự do, một phần được chạm khắc trong vách đá, có từ trước năm 1225, và một loạt các nhà nguyện được đẽo vào đá có từ giữa thế kỷ 13 sau khi nơi này được hoàng tử Prosh Khaghbakian, chư hầu của người Kurd mua và là người sáng lập công quốc Proshian. Trong một thời gian ngắn, người Proshyan đã xây dựng các cấu trúc hang động mang lại danh tiếng lớn cho Geghard - nhà thờ hang động thứ hai, gia đình của zhamatun Papak và Ruzukan, một hội trường để tụ tập và nghiên cứu (sụp đổ vào giữa thế kỷ 20) cấu trúc tu viện. Khoang từ phía đông bắc của gavit trở thành lăng mộ Hoàng tử Prosh Khaghbakian năm 1283. Khoang liền kề đã khắc trên đá cánh tay của gia đình Proshian, bao gồm một con đại bàng với một con cừu trong móng vuốt. Một cầu thang W của gavit dẫn đến một phòng tang lễ được khắc vào năm 1288 cho Papak Proshian và vợ Ruzukan. Các hoàng tử Proshyan đã đào cho Geghard một hệ thống tưới tiêu vào thế kỷ 13. Vào thời điểm này, nó còn được gọi là Tu viện Bảy nhà thờ và Tu viện của Bốn mươi Bàn thờ. Xung quanh tu viện là những hang động và khachkars. Tu viện không còn tồn tại, nhà thờ chính được sử dụng để che chở đàn chiên của những người du mục Karapapakh vào mùa đông, cho đến khi được một vài nhà sư từ Ejmiatsin tái định cư sau cuộc chinh phạt của Nga. Được phục hồi cho mục đích du lịch nhưng bây giờ với sự hiện diện nhỏ của giáo hội, địa điểm này vẫn là một nơi hành hương chính.
Tu viện nổi tiếng vì các di tích mà nó lưu giữ. Di tích nổi tiếng nhất trong số này là ngọn giáo đã làm Chúa Kitô bị thương trên Thập giá, được cho là do Sứ đồ Thaddeus mang đến, từ đó có tên hiện tại là Geghard-avank ("Tu viện của ngọn giáo"), lần đầu tiên được ghi lại trong một tài liệu vào năm 1250. Điều này làm cho nó trở thành một nơi hành hương phổ biến cho các Kitô hữu Armenia trong nhiều thế kỷ. Thánh tích của các Tông đồ Andrew và John đã được quyên góp vào thế kỷ thứ 12, và những vị khách ngoan đạo đã kiếm được rất nhiều khoản trợ cấp về đất đai, tiền bạc, bản thảo, v.v., trong nhiều thế kỷ tiếp theo. Trong một trong những cấu trúc hang động; vào thế kỷ 13, là nơi từng sống của Mkhitar Ayrivanetsi, nhà sử học nổi tiếng người Armenia.
Không có tác phẩm nghệ thuật thực nghiệm nào còn tồn tại ở Geghard, ngoại trừ cây giáo huyền thoại (geghard). Trục có một tấm hình kim cương gắn vào đầu của nó; một cây thánh giá Hy Lạp với đầu nhọn được cắt xuyên qua tấm. Một trường hợp đặc biệt đã được thực hiện cho nó vào năm 1687, hiện được lưu giữ trong bảo tàng tu viện Echmiadzin. Vỏ bạc mạ vàng là một sản phẩm thủ công mỹ nghệ thông thường ở Armenia vào thế kỷ 17.

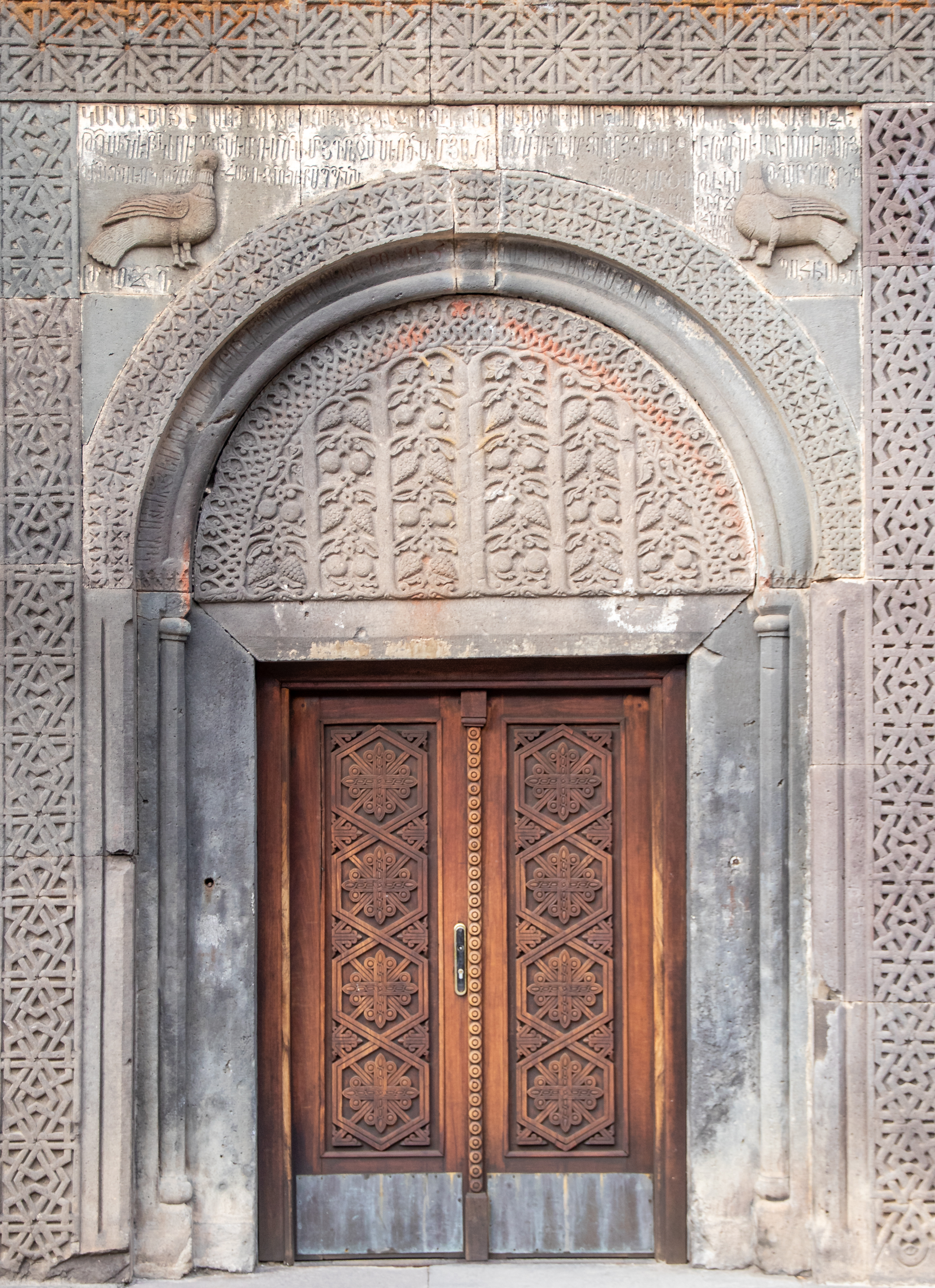
Cửa vào S. Astvatsatsin.

## Khu phức hợp
Ngày nay, khu phức hợp tu viện nằm ở cuối con đường trải nhựa, và lối đi lên từ bãi đậu xe có nhiều phụ nữ bán bánh mì ngọt, tấm trái cây sấy khô (lavash trái cây), sujukh ngọt (mật mía phủ kín quả óc chó) và quà lưu niệm khác nhau. Một nhóm nhạc sĩ thường chơi trong vài giây khi khách đến gần, có lẽ sẵn sàng chơi lâu hơn để kiếm tiền.
Ở lối vào chính ở phía tây có những hang động nhỏ, nhà nguyện, chạm khắc và công trình trên sườn đồi. Ngay trước lối vào là một số kệ nông trong vách đá mà mọi người cố gắng ném đá cuội để biến điều ước của họ thành hiện thực. Ngay bên trong lối vào khu nhà là các thành lũy từ thế kỷ 12 đến 13 bảo vệ ba mặt của khu phức hợp và các vách đá phía sau bảo vệ phần tư. Đi bộ qua khu phức hợp sẽ đưa một người đến lối vào thứ cấp ở phía đông, bên ngoài là một bàn để lễ vật động vật (matagh) và một cây cầu bắc qua suối.
Các cấu trúc nhà ở và dịch vụ một và hai tầng nằm trên vành đai của sân tu viện. Tu viện đã được xây dựng lại nhiều lần, đôi khi từ nền móng của chúng, như đã xảy ra vào thế kỷ 17 và vào năm 1968. Được biết, hầu hết các nhà sinh sống trong các khoang đá được đào vào mặt đá bên ngoài enceinte chính, đã được bảo tồn, cùng với một số phòng không gian đơn giản. Các mặt đá trên toàn bộ khu vực có những cây thánh giá phức tạp (khatchkar) được chạm khắc nổi. Hơn hai mươi không gian, khác nhau về hình dạng và kích thước, đã được chạm khắc, ở các cấp độ khác nhau, trong các khối đá rắn bao quanh các cấu trúc hang động chính. Những người ở phía tây của khu phức hợp là dành cho mục đích phục vụ, và phần còn lại là những nhà nguyện nhỏ hình chữ nhật với một nhà thờ hình bán nguyệt và một bàn thờ. Có nhà nguyện đôi và ba với một lối vào, một số lối vào được trang trí chạm khắc. Có rất nhiều khachkars được trang trí rất phong phú được cắt trên bề mặt đá và trên các bức tường của các công trình hoặc đặt trên vách núi của Geghard để tưởng nhớ một người quá cố hoặc tưởng niệm một người quyên tặng cho tu viện.

### Nhà nguyện Katoghike
Mặc dù có những dòng chữ có niên đại từ những năm 1160, nhưng nhà thờ chính được xây dựng vào năm 1215 dưới sự bảo trợ của hai anh em Zakare và Ivane (thuộc gia đình Zakarid-Mkhargrzeli), các tướng của Nữ hoàng Tamar của Gruzia, người đã lấy lại phần lớn Armenia từ Thổ Nhĩ Kỳ. Đây là nhà thờ chính của khu phức hợp, và được coi là truyền thống trong hầu hết các khía cạnh. Nhà thờ này được xây dựng liền kề ngọn núi, không ai được tiếp xúc bên trong. Kế hoạch tạo thành một chữ thập tăng cứng bằng nhau, ở trong một nội tiếp hình vuông và được phủ một mái vòm trên một cơ sở hình vuông. Trong các góc có những nhà nguyện hai tầng hình vòm nhỏ với những bậc thang nhô ra khỏi tường. Các bức tường bên trong có nhiều chữ khắc ghi đóng góp.
Mặt tiền phía nam của Katoghike có một cổng với các chạm khắc tinh xảo. Tympanum được trang trí với một miêu tả của cây với lựu treo trên cành của chúng, có lá đan xen với nho. Hình ảnh chim bồ câu được đặt giữa vòm và khung bên ngoài; các đầu chim bồ câu được quay sang trục của cổng. Phía trên cổng được chạm khắc một con sư tử tấn công một con bò, tượng trưng cho sức mạnh của hoàng tử.
Đỉnh vòm hình cung của cupola có các bức phù điêu chi tiết cho thấy chim, mặt nạ người, đầu động vật, nhiều hoa hồng và lọ khác nhau.

## Thư viện ảnh

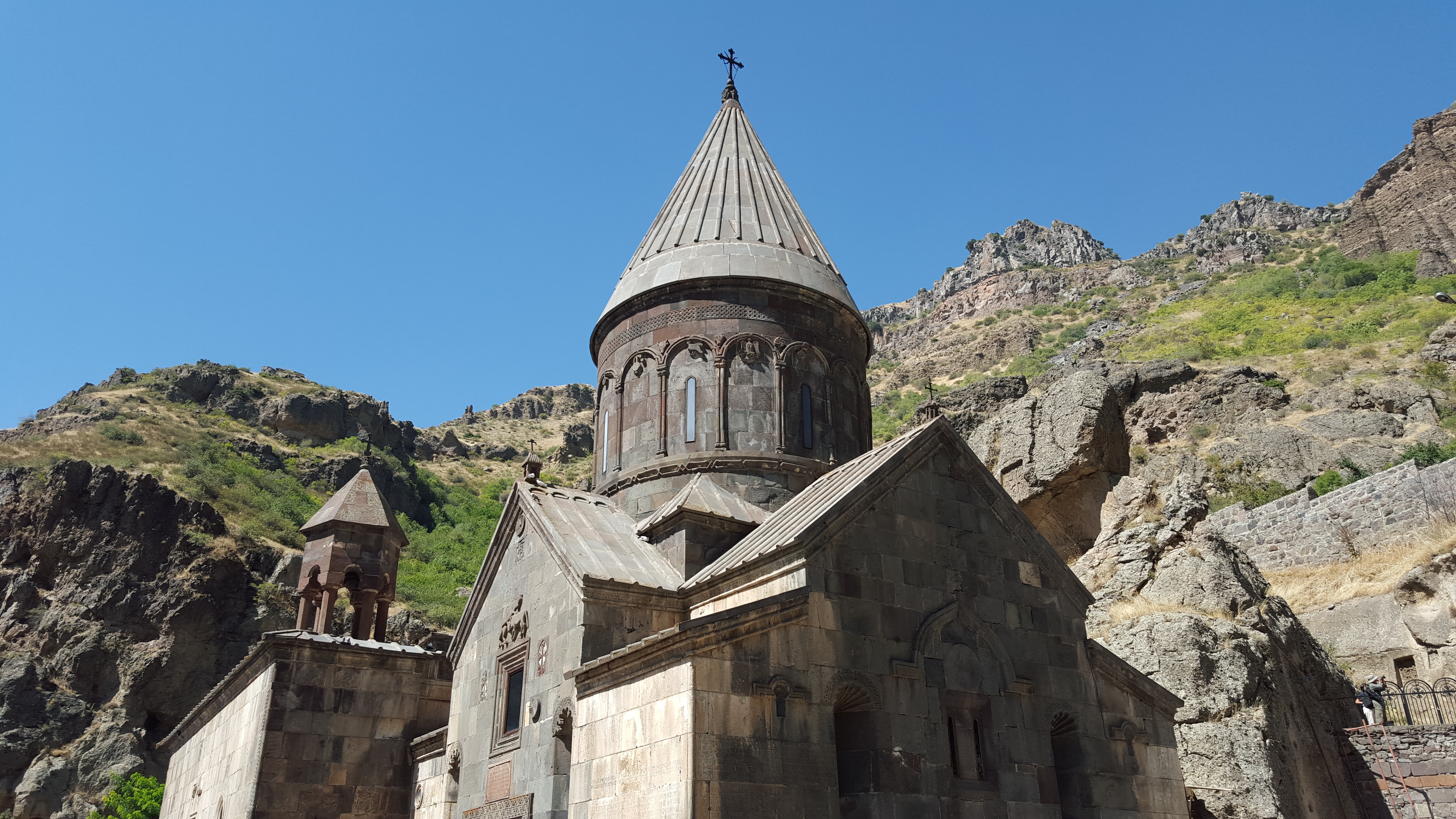
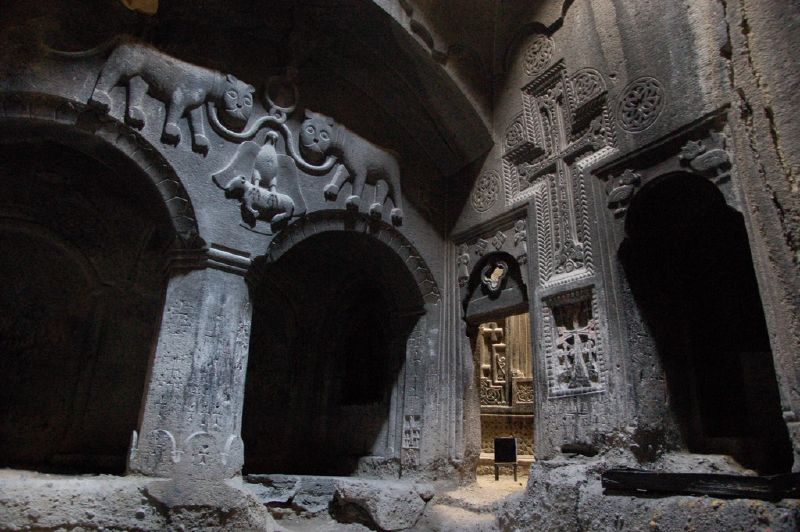
Jamatun/buồng cắt đá đầu tiên
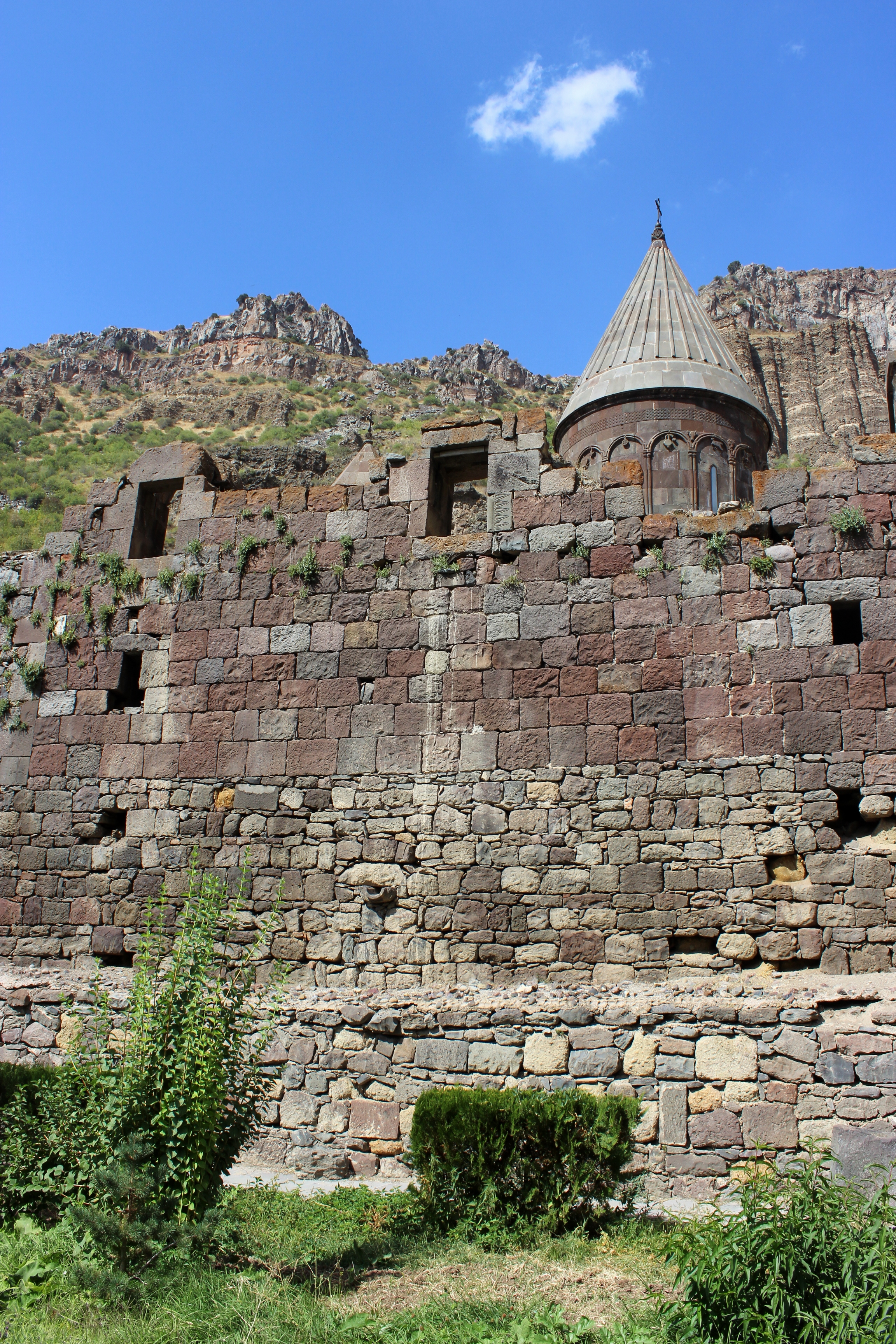
Tòa nhà dịch vụ thế kỷ 17 (tiền cảnh)
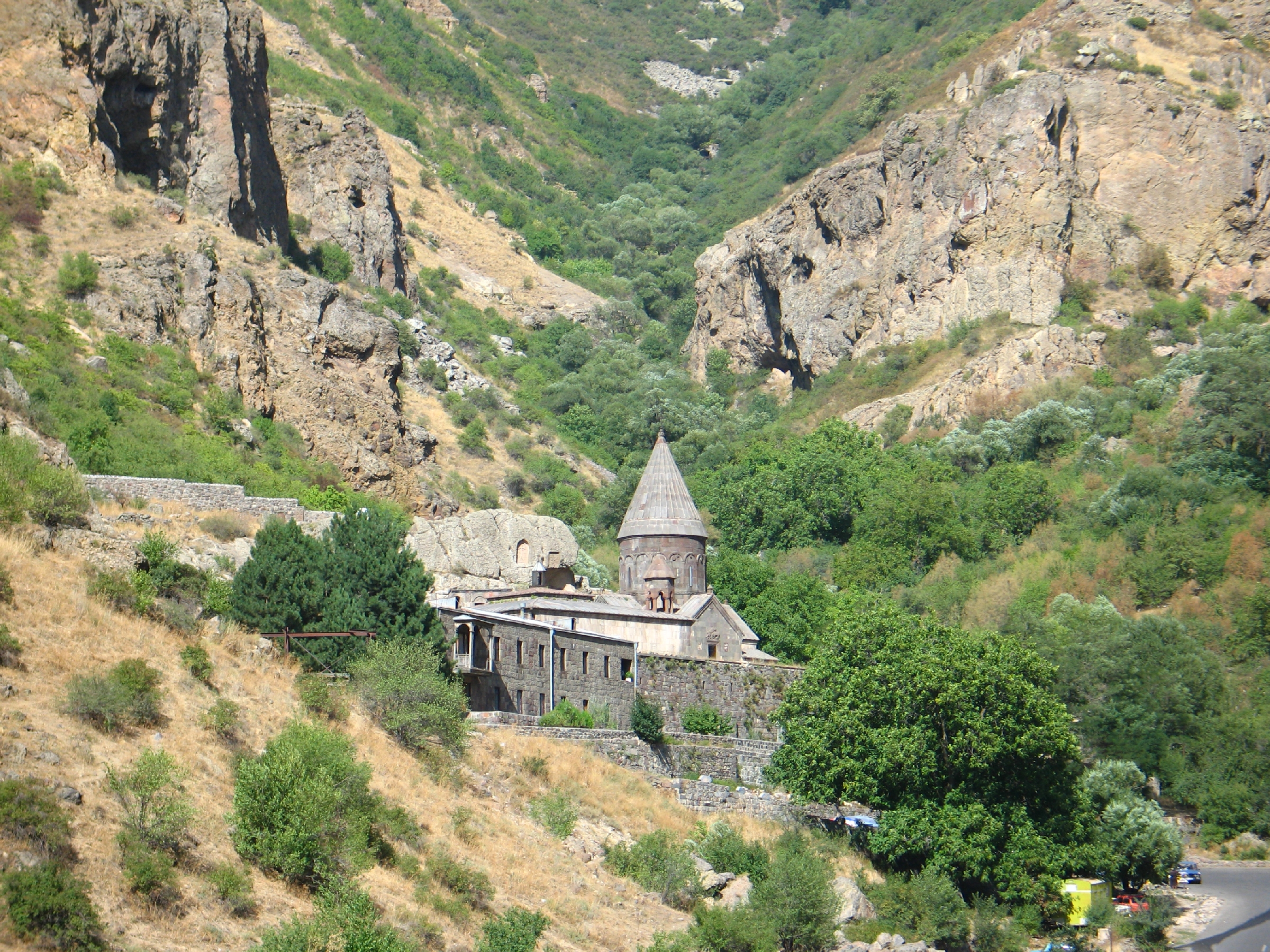
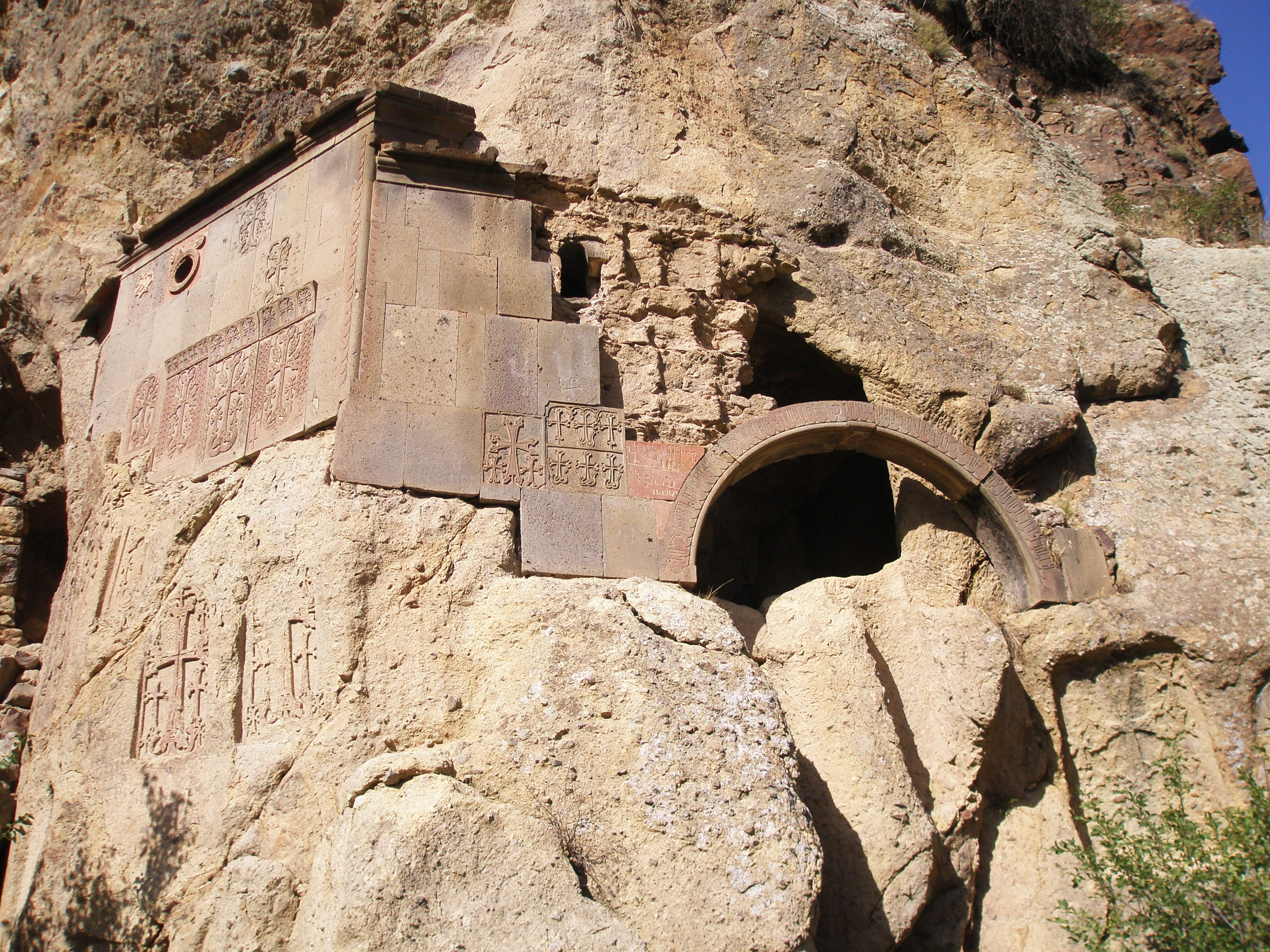
Cổng vòm vào các hang động liền kề tu viện.
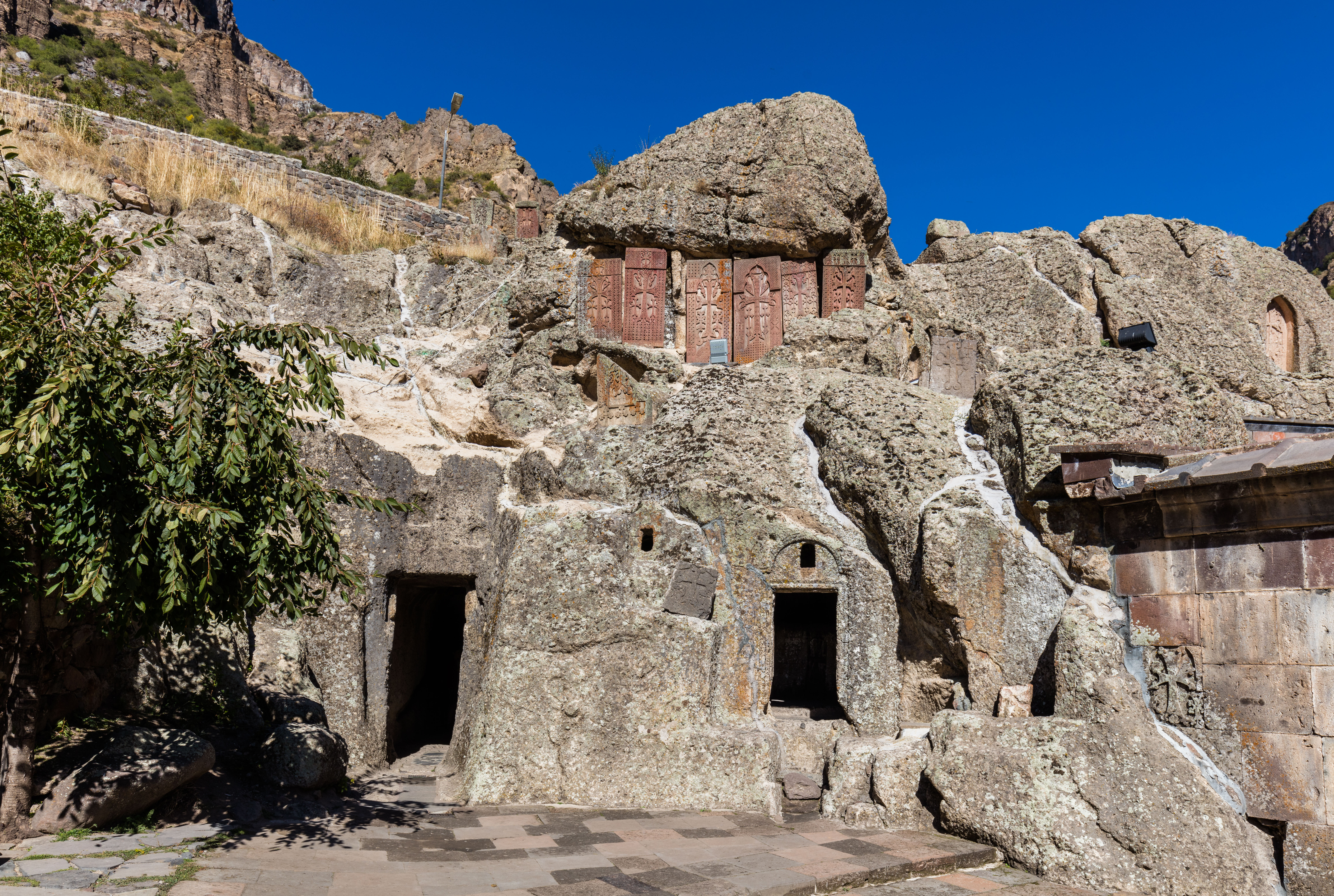
Khachkars được mở ra trên những khối đá
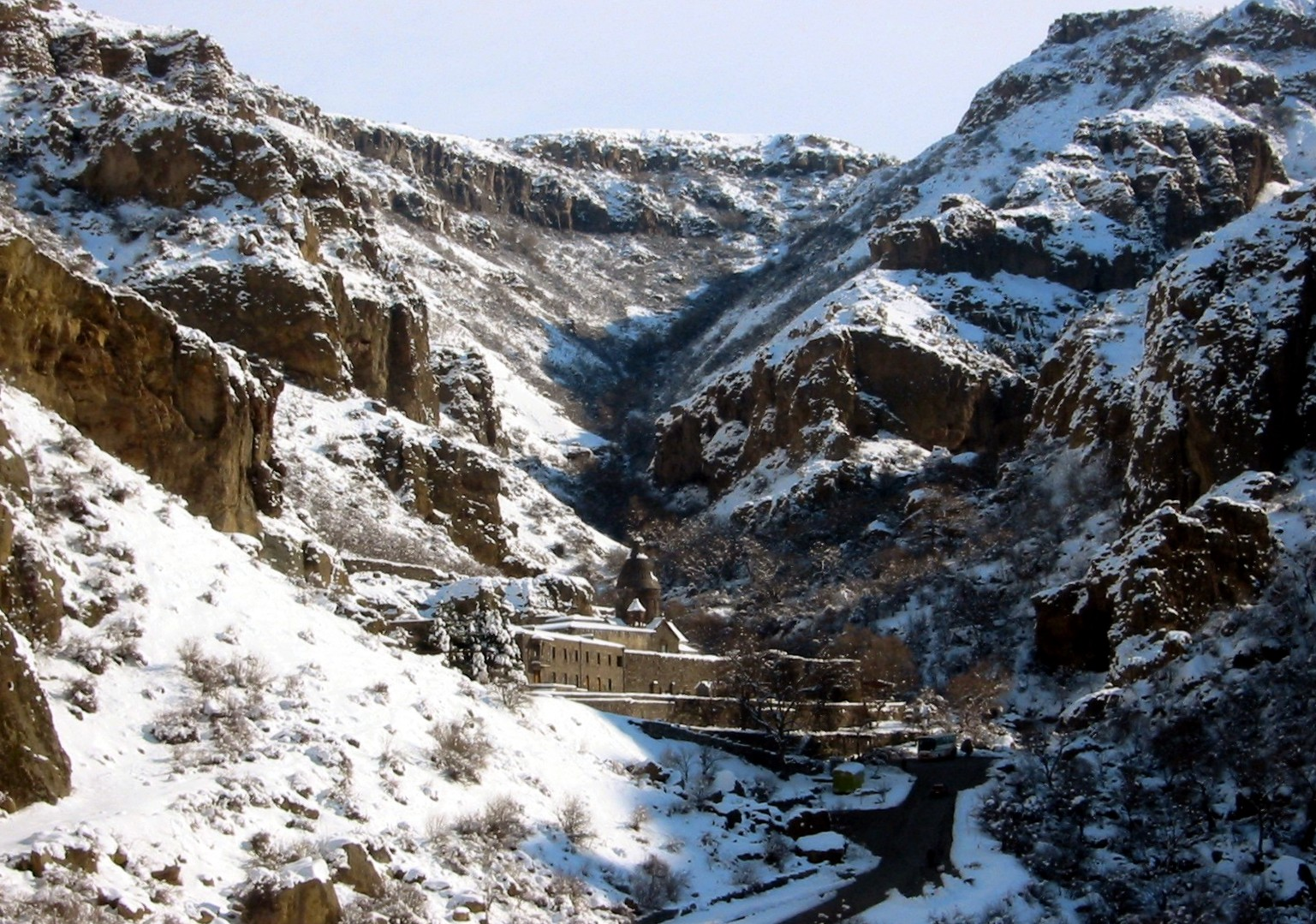
Geghard phủ đầy tuyết
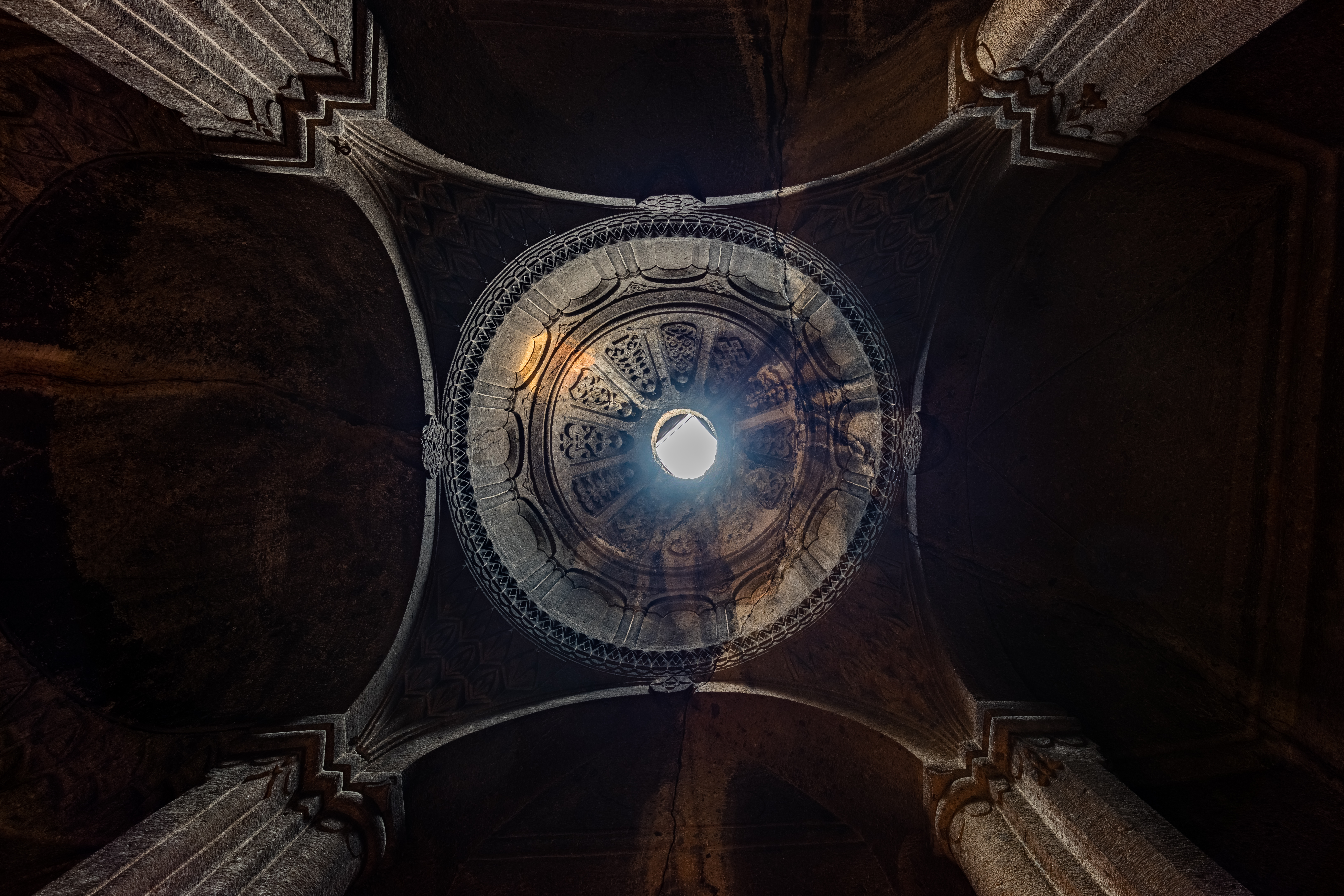
Cupola trên vòm
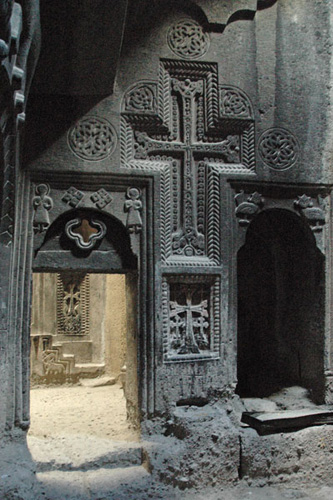
Chạm khắc trên tường
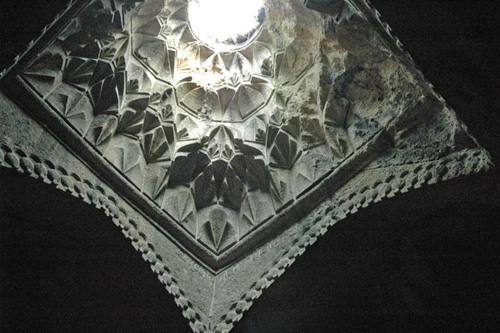
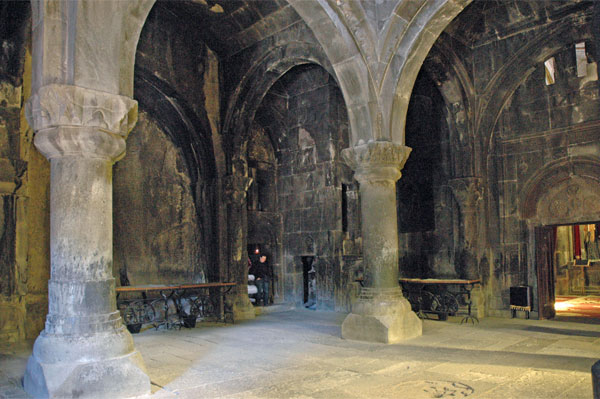
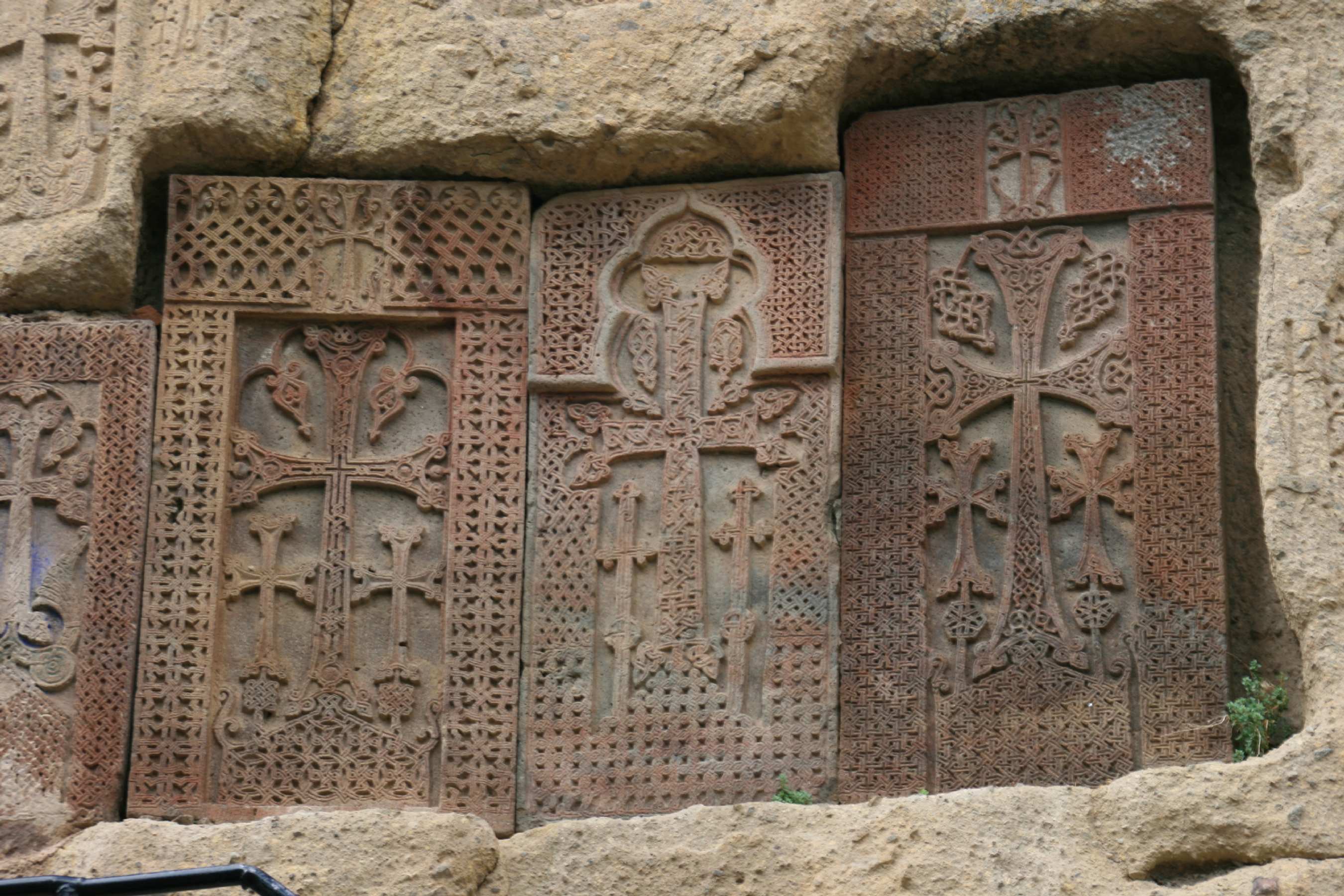
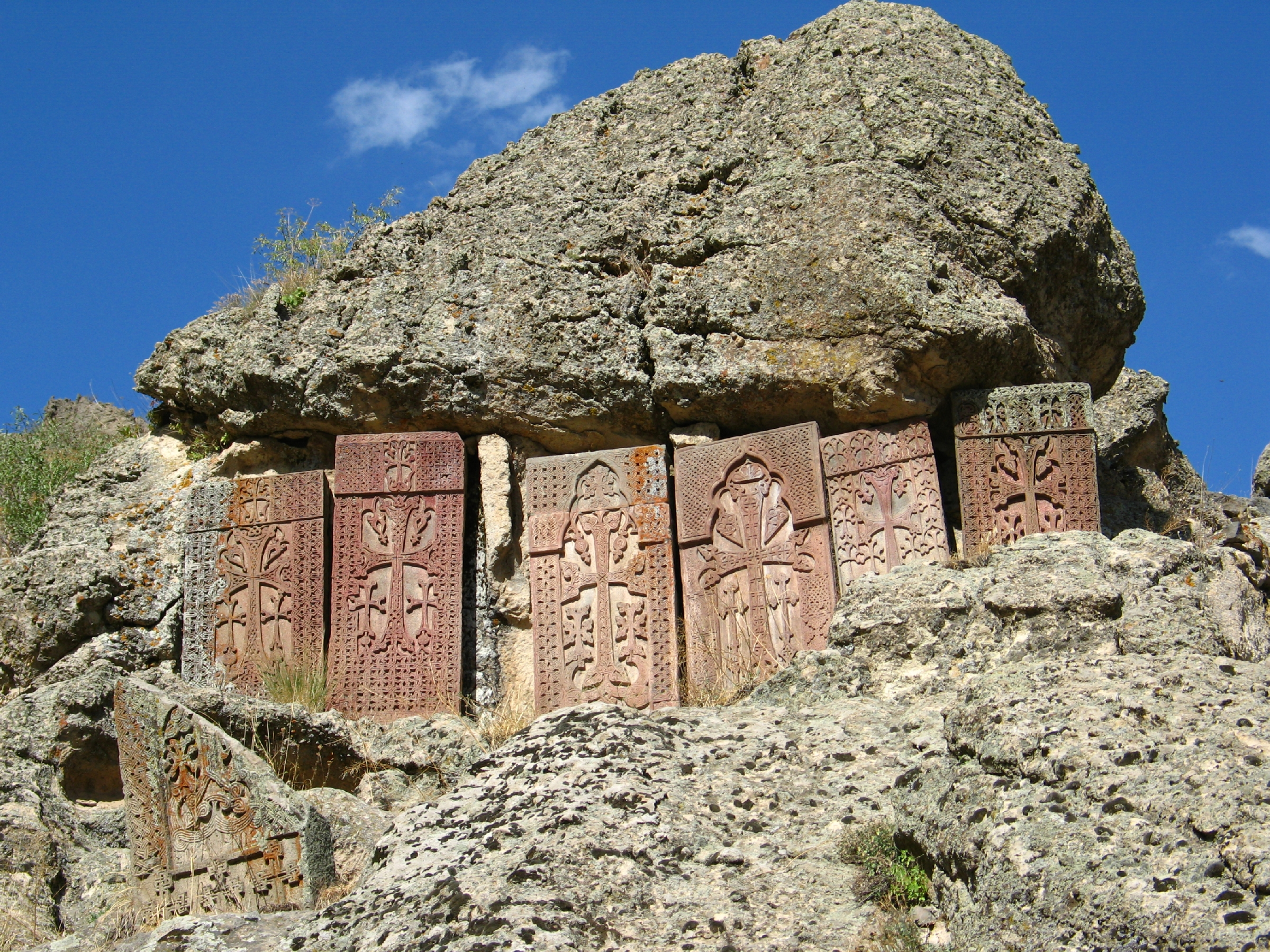
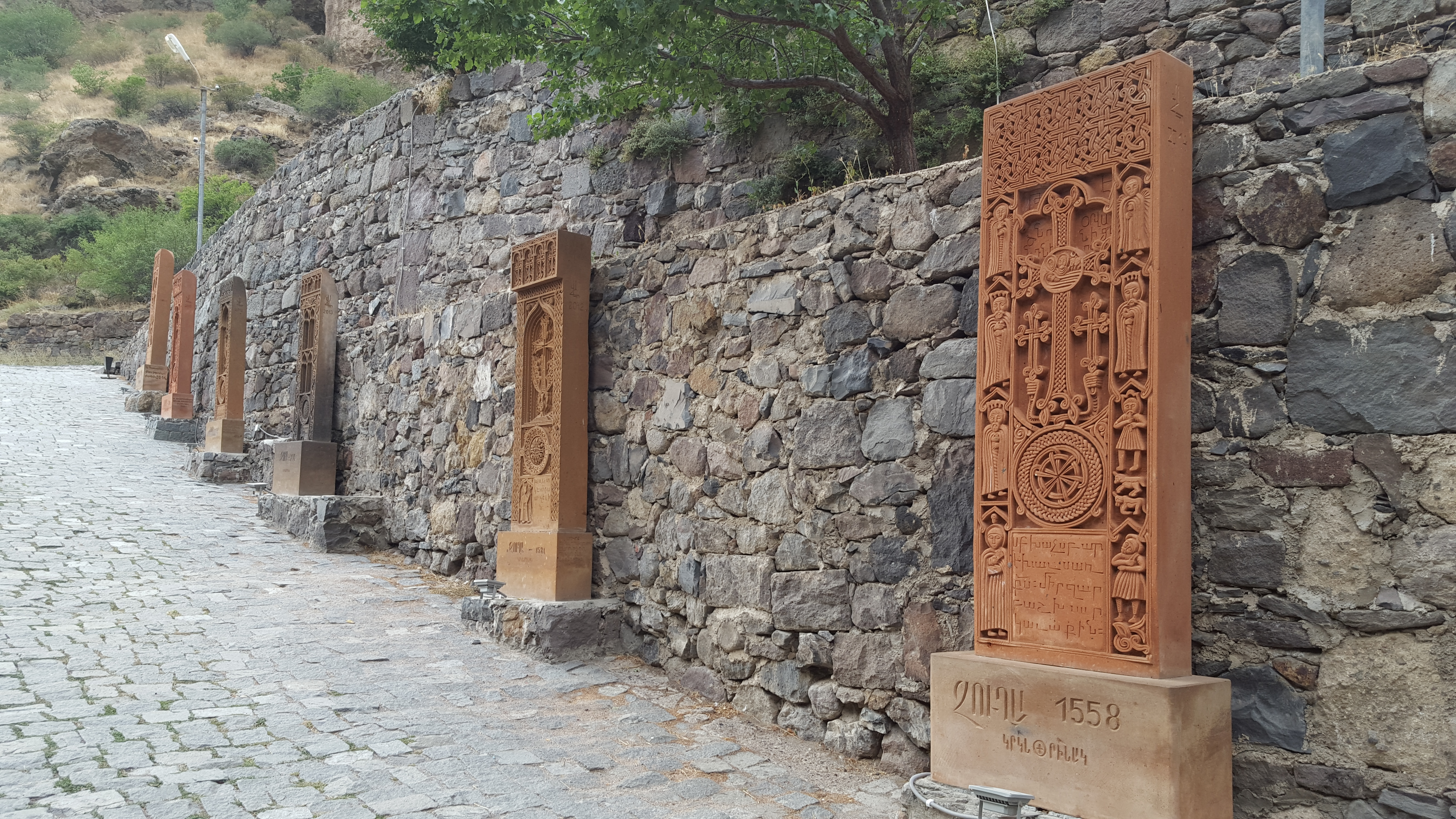
Các bản sao của khachar tại nghĩa trang Armenia ở Julfa, Nakhichevan bị phá hủy bởi Azerbaijan
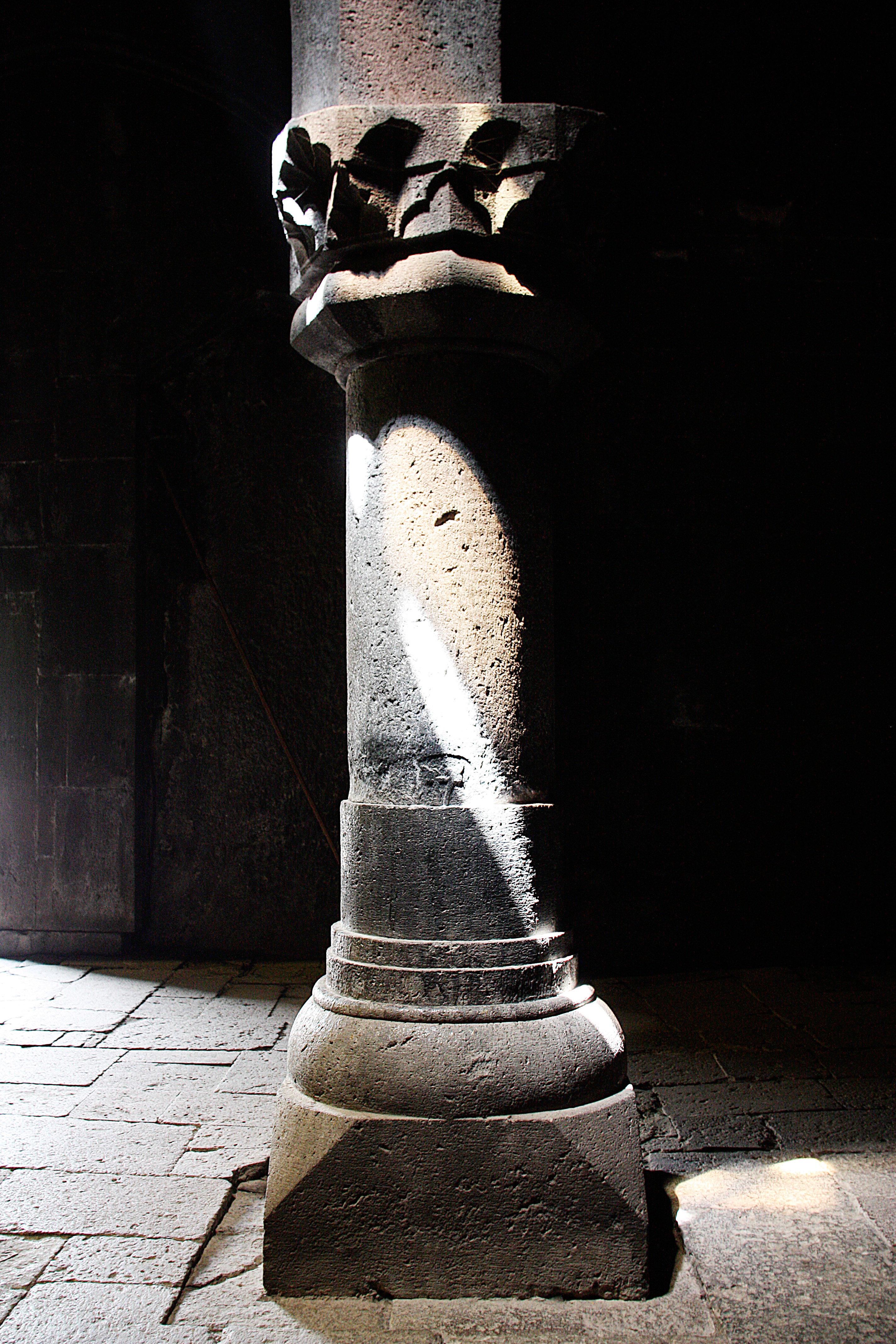
Cột trong Tu viện Geghard, Armenia
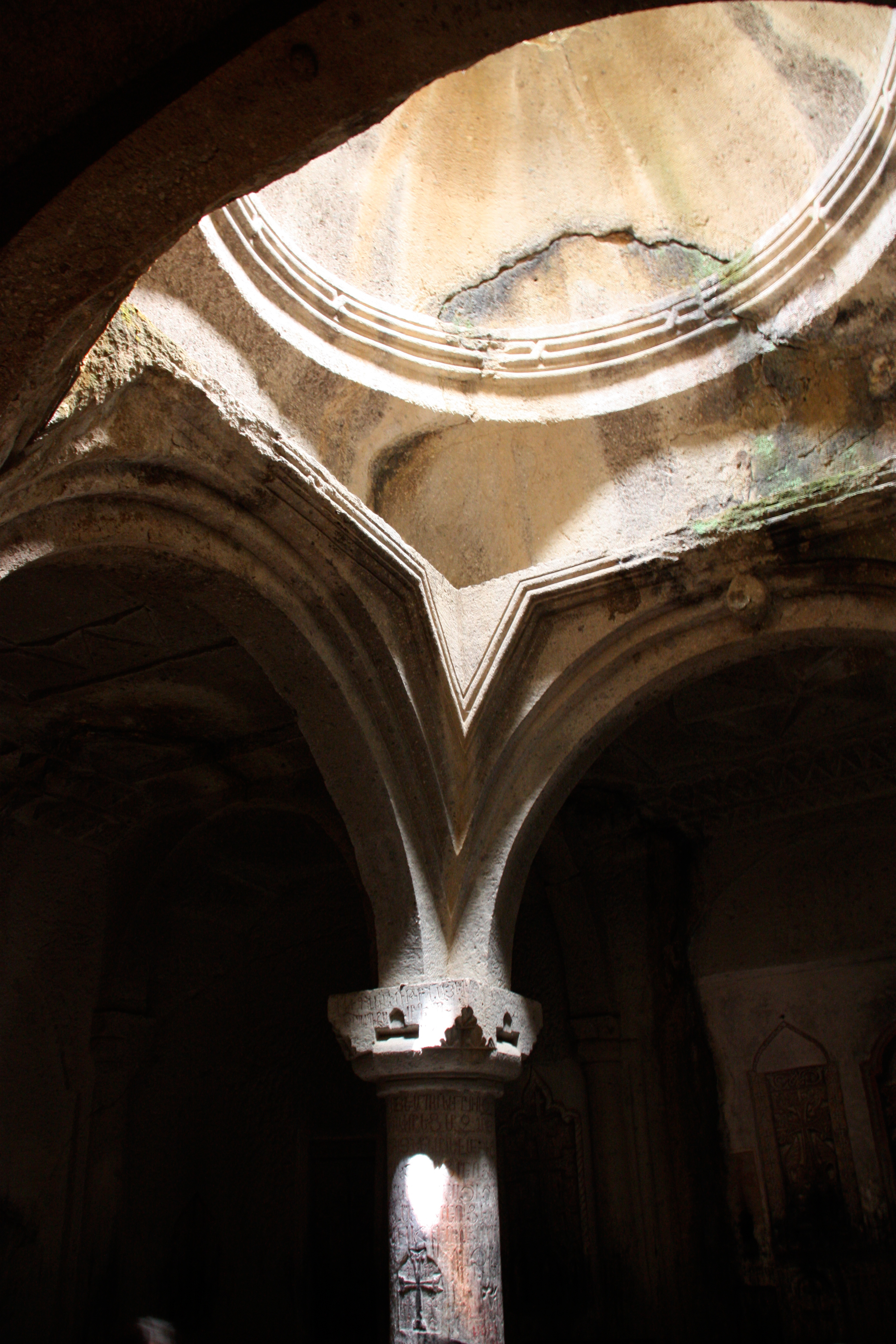
Cột Geghard, Tu viện Geghard, Armenia
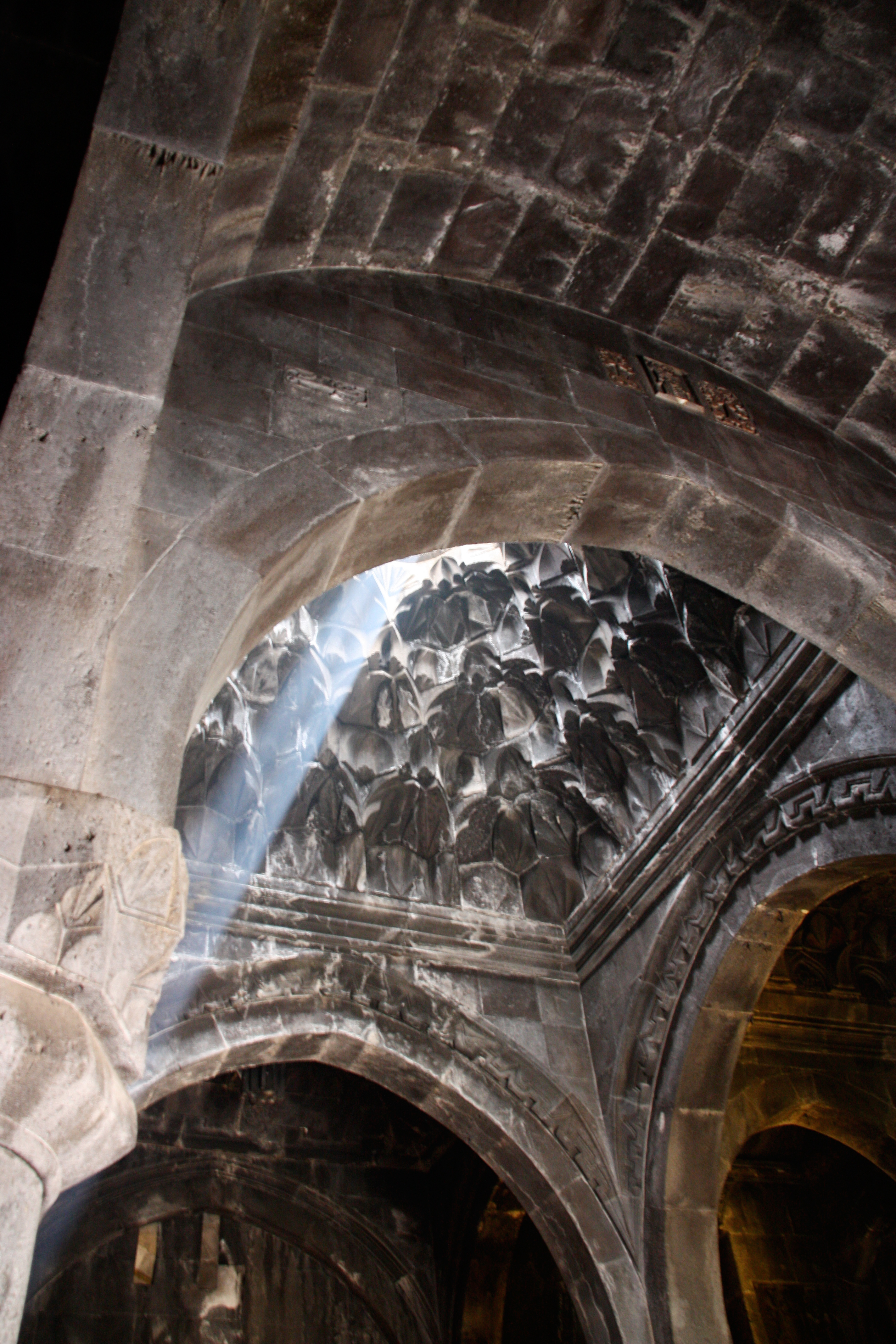
Trần Tu viện Geghard, Armenia

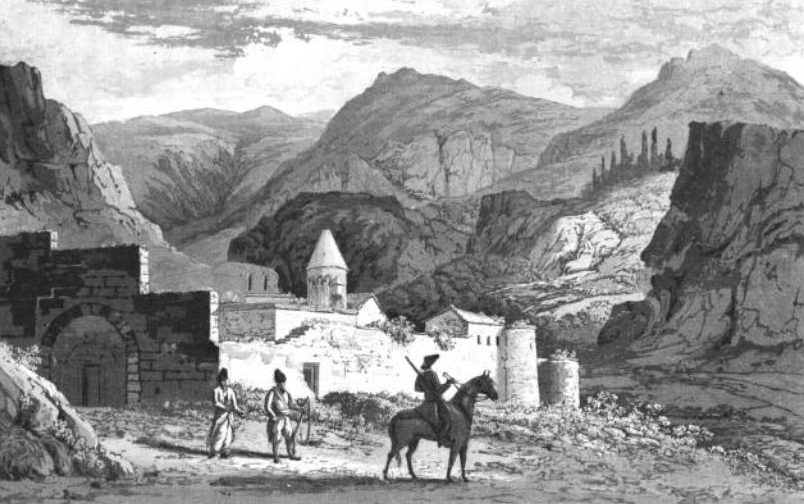
Hình từ cuốn sách năm 1818 của James Justinian Morier
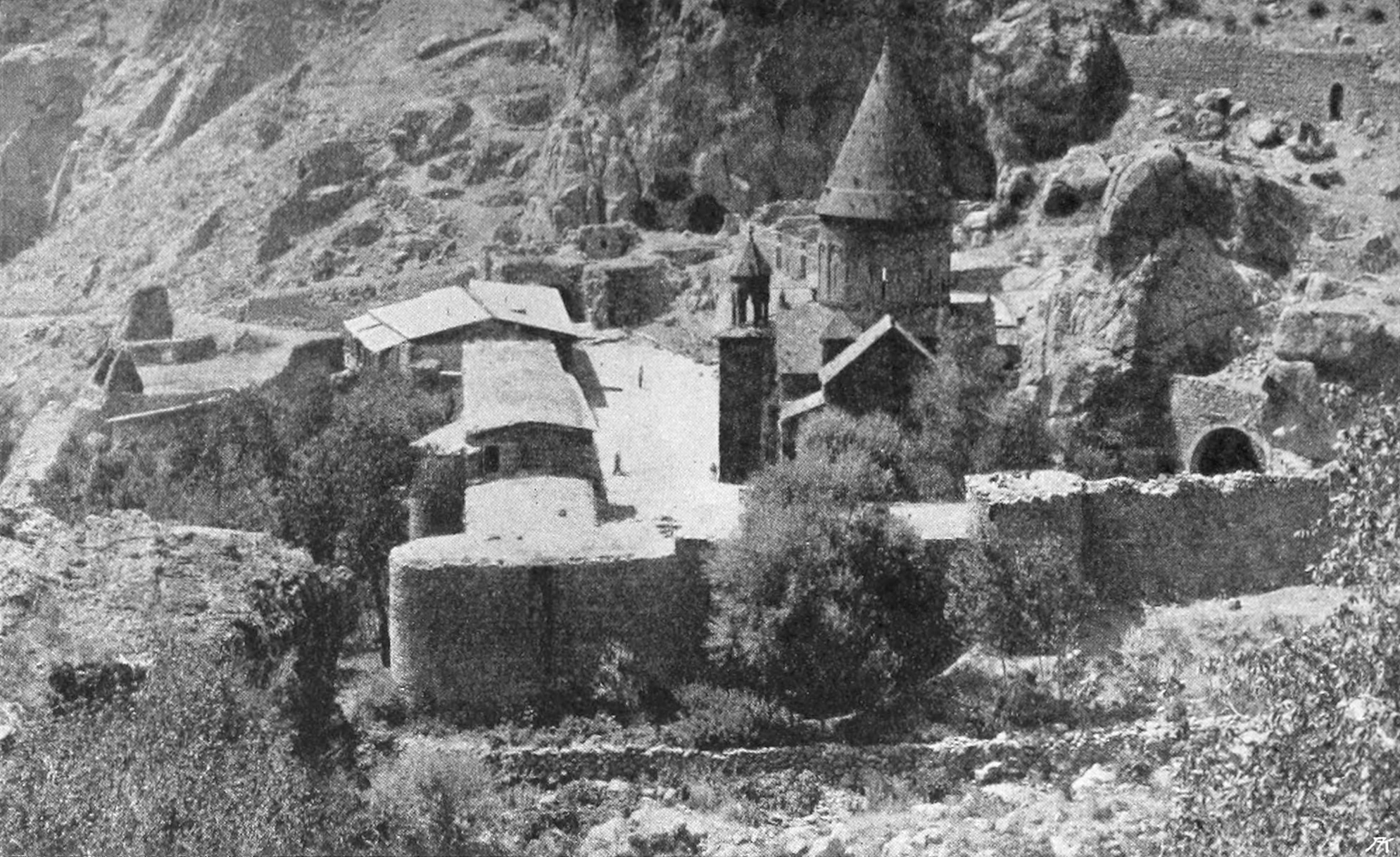
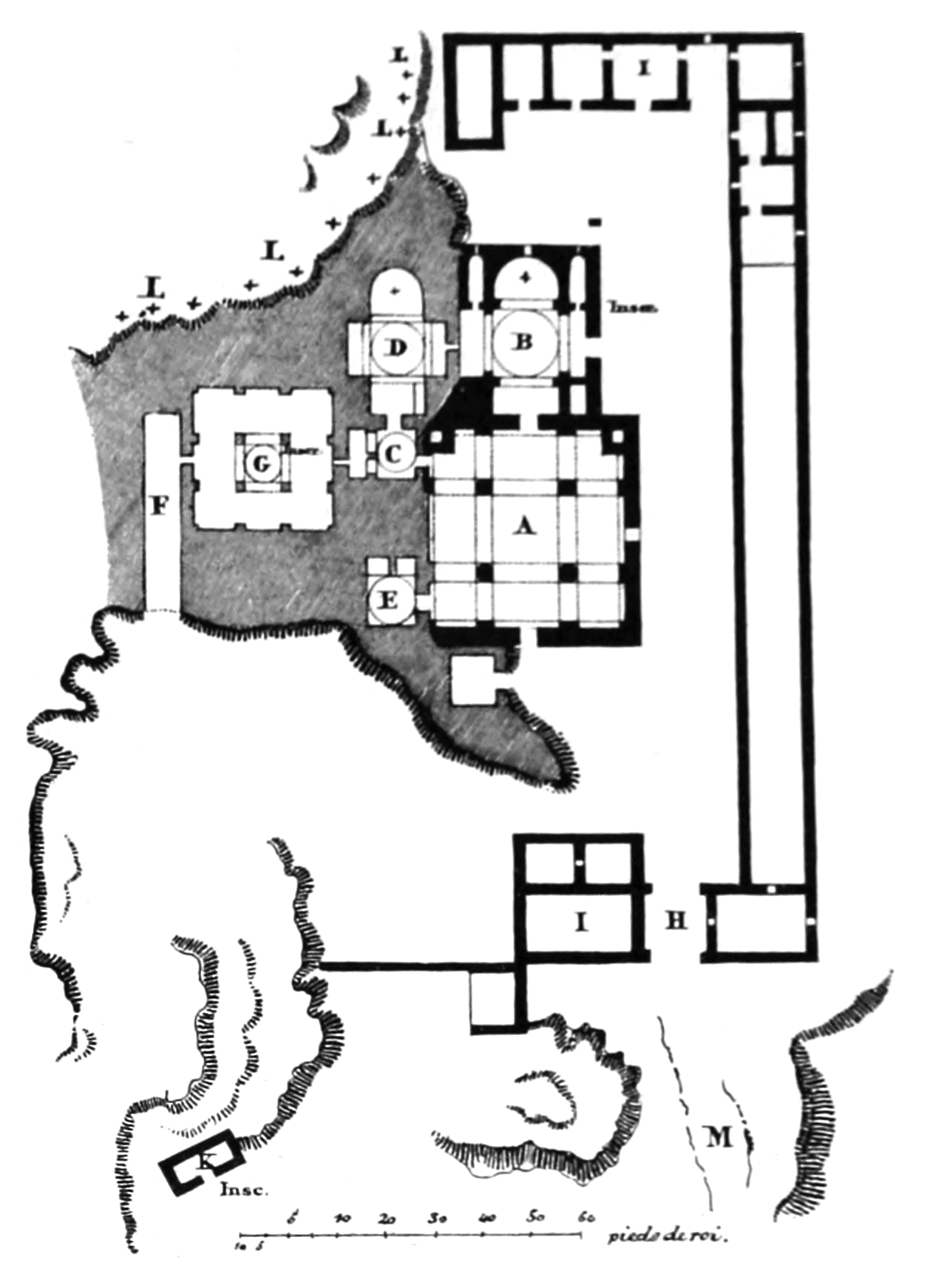